# Выбор Фредерика Фитцелла
«Выбор Фредерика Фитцелла» (англ. The Education of Fredrick Fitzell) — канадский триллер режиссёра Кристофера МакБрайда. В главной роли: Дилан О’Брайен. Премьера фильма состоялась в Испании на Sitges Film Festival Online 8 октября 2020 года. В России фильм вышел 
3 июня 2021 года.

## Сюжет
Фильм расскажет о мужчине по имени Фред Фитцелл, который стоит на перепутье. Он задаётся вопросом: «Не пора ли наконец жениться и ради стабильности пожертвовать давней мечтой стать художником?» Он знакомится с человеком, который покажет главному герою все варианты будущей жизни и ему предстоит выбрать один из них…
Ситуации в поведении героя связаны с употреблением наркотиков.

## В ролях
| Актёр              | Роль               |
| ------------------ | ------------------ |
| Эмори Коэн         | Себастьян          |
| Дилан О’Брайен     | Фред               |
| Майка Монро        | Синди              |
| Кейр Гилкрист      | Андре              |
| Аманда Бругел      | Эвелин             |
| Сима Фишер         | танцовщица         |
| Ханна Гросс        | Карен              |
| Джош Круддас       |                    |
| Лииса Репо-Мартелл | миссис Фитцелл     |
| Аарон Пул          | парень с пирсингом |